# Усачёвка (жилой комплекс)

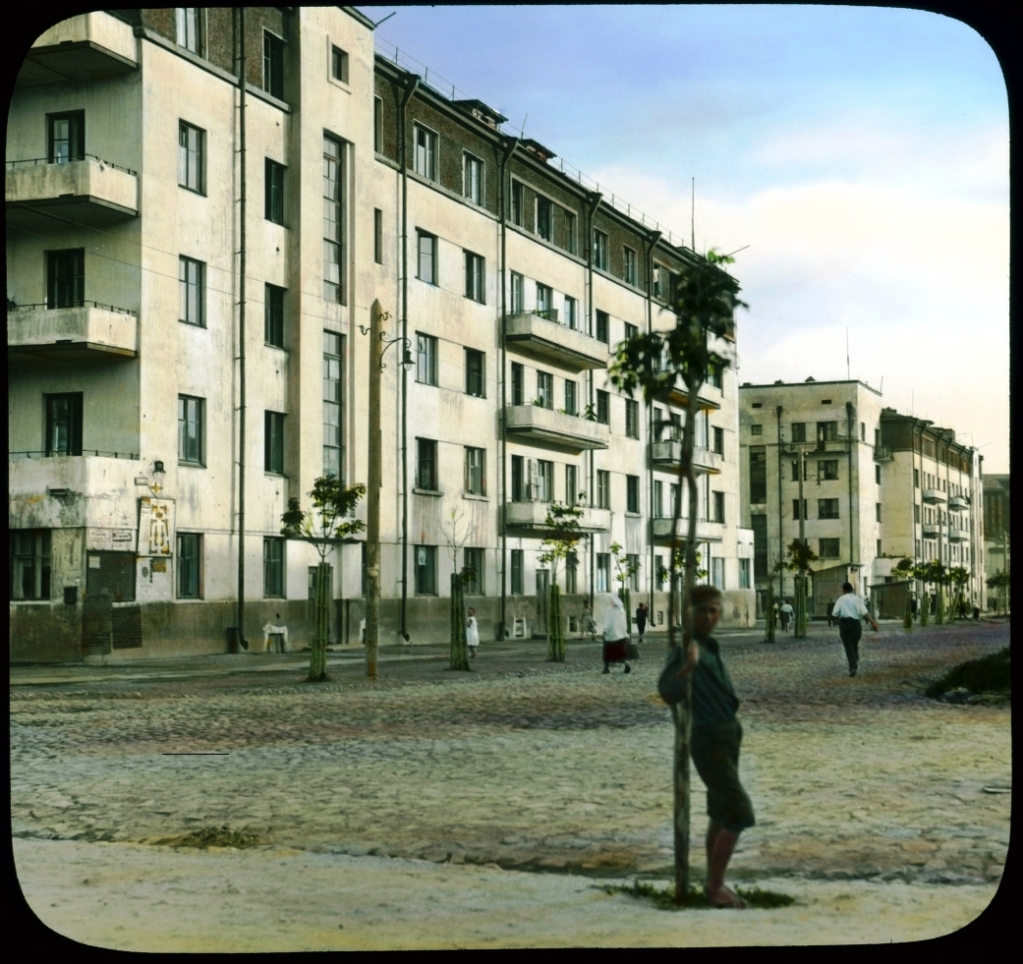
«Усачёвка» в 1931 году

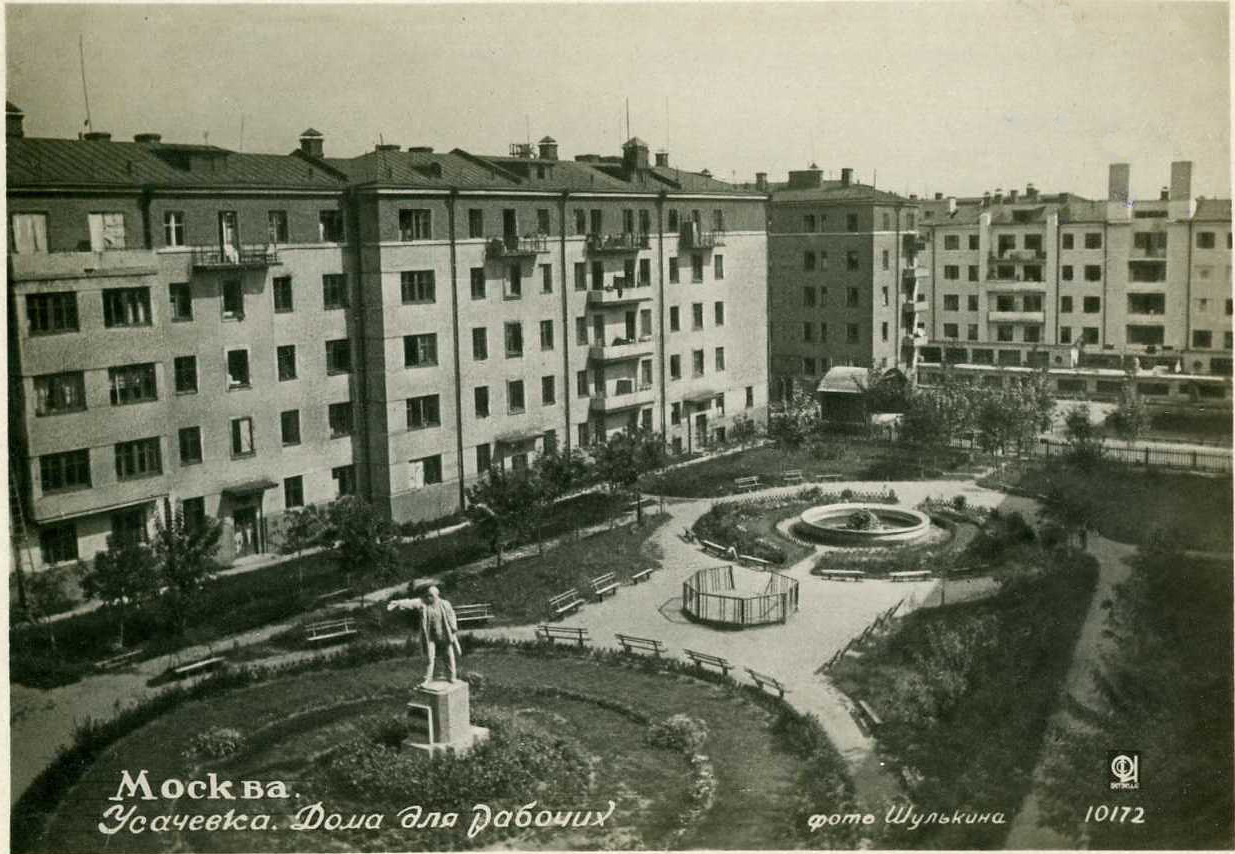
Внутренний двор «Усачёвки» в 1935 году

«Усачёвка» — исторический жилой комплекс в Москве в районе Хамовники на Усачёвой улице у станции метро «Спортивная». Построен в конструктивистском стиле во второй половине 1920-х годов. Авторы проекта: архитекторы А. И. Мешков, Н. М. Молоков, Н. А. Щербаков, А. Н. Волков, Галкин, инженер Г. П. Масленников. Один из ярких примеров раннего советского массового жилищного строительства.
Комплекс включает девять пятиэтажных корпусов: шесть корпусов по Усачёвой улице (д. 29, корпуса 1, 2, 3, 4, 7, 8 и 9) и три по улице Доватора (д.12, д.12К2С5, д. 14). Квартал имеет в плане форму трапеции, ограниченной улицами Усачёвой, 10-летия Октября, Доватора и Савельева. Комплекс почти симметричен относительно оси, проведённой с юго-востока на северо-запад. По периметру квартала — шесть Г-образных зданий, внутри — ещё три дома. В центре — зелёный двор с клумбами, фонтаном и памятником Ленину (последние два объекта утрачены). Изначально квартал был обнесён забором. Дома отделаны гладкой штукатуркой до уровня 4-х этажей. 5-е этажи покрыты фактурной штукатуркой «под шубу» и имеют более тёмный цвет. На первых этажах домов размещались магазины, сберкасса, детские сады и ясли. Квартиры, предназначенные для посемейного заселения, состоят из 2—3 комнат.
«Усачёвка» первоначально строилась к десятилетию Октябрьской революции для «старых большевиков». Позднее квартиры там стали предоставлять также работникам находившейся рядом фабрики «Каучук». В 2012 году московские власти признали «Усачёвку» ценным архитектурным ансамблем, не подлежащим сносу.